# Jazovac
Jazovac (cyr. Јазовац) – wieś w Bośni i Hercegowinie, w Republice Serbskiej, w gminie Gradiška. W 2013 roku liczyła 119 mieszkańców.